# Западнюк Віталій Гнатович
Віта́лій Гна́тович Западню́к (1926—1998) — український фармаколог та публіцист, доктор медичних наук (1967), професор (1972), лауреат Державної премії УРСР (1989).

## Життєпис
Народився 1926 року в селі Тростянчик Тростянецького району. Його батько, Гнат Павлович, учитель, у подальшому — доктор ветеринарних наук, професор; матір, Марія Ларіонівна (до шлюбу Мельничук), родом з багатодітної заможної сільської родини. 1935 року родина змушено переїзить до степу Калмикії, згодом батько влаштувався на роботу в науково-дослідній станції тваринництва (Єсентуки).
Учасник Другої світової війни, на підступах до Кенігсберга зазнав важкого поранення; понад півроку лікувався у шпиталях, переніс 2 складні операції. Демобілізований як інвалід війни ІІ групи, має бойові нагороди.
1950 року закінчив Львівський медичний інститут, де й працював до 1963-го. 1954 року захистив кандидатську дисертацію. В тому часі побрався, секретар парторганізації інституту наполягав на виключенні його з аспірантури — «за вінчання в церкві і українофільство».
Від 1963 року — керівник лабораторії геріатричної фармакології, в 1992—1998 роках — провідний науковий співробітник Інституту геронтології АМНУ.
Наукові напрями досліджень:
- вікові особливості дії ліків
- протисудомна дію похідних роданіну та тіогідантоїну, взаємозалежність їх хімічної будови, протисудомної активності й токсичності.

Було розроблено низку препаратів для уповільнення процесу старіння: «Ампевіт», «Декамевіт», «Каглютам». У лабораторії створено і впроваджено в практичну медицину геропротектори декамевіт, квадевіт та рикавіт, до стадії промислового виробництва доведені препарати ампевіт, каглютам, оркомін й триметилгліцин.
Є автором публікацій про видатних земляків:
- «Царить в законі розбійня: Невідомі сторінки з життя академіка Данила Заболотного», 1999
- «Педагогічний феномен Федора Садковського», 1999
- дослідив невідомі сторінки з життя і творчості Михайла Драй-Хмари
- дослідив життєпис художника Олекси Новаківського
- опублікував біографічні дані про Василя Куценка.

Був одним із засновників та дієвим учасником Вінницького земляцтва у Києві, збирав кошти на фільм «Кайдашева сім'я» режисера Володимира Городька.
Є автором понад 350 опублікованих наукових робіт, 8 монографій, у тому числі — підручник «Фармакологія з рецептурою» (4 видання) та «Довідник з фітотерапії» (2 видання). Монографію «Геріатрична фармакологія» перевидано в'єтнамською, корейською та німецькою мовами.
Здійснив 16 винаходів, зареєстровано численні раціоналізаторські пропозиції.
Під його керівництвом захищено 17 кандидатських дисертацій і 4 докторські.
Серед робіт:
- «Лабораторні тварини, їх розведення, кормління та використання в експерименті» (у співавторстві, 1962, 1974, 1983)
- «Протисудомні препарати», 1965
- «Фармакологія з рецептурою», 1972, 1977, 1982, 1988
- «Геріатрична фармакологія», 1977
- «Амінокислоти в медицині», 1982
- «Ліки, старіння, довголіття», 1995 (у співавторстві).

Засновник геріатричної фармакології, спеціаліст із лабораторного тваринництва, багаторічний керівник лабораторії геріатричної фармакології Інституту геронтології АМН України, член Холодний Яр (історичний клуб)|історичного клубу «Холодний Яр».
Дружина — лікарка і науковиця Катерина Захарія, виростили синів Богдана Западнюка та Андрія Захарія.
Помер в Києві, похований в Тростянчику. 